# Karl Weyprecht
Karl Weyprecht (Németország, Bad König, 1838. szeptember 8. – Michelstadt, 1881. március 3.) felfedező, haditengerészeti hivatalnok, geofizikus. Az Osztrák–Magyar Monarchia sorhajóhadnagyaként szolgált a haditengerészetnél, részt vett több északi-sarki expedícióban, többek között az osztrák–magyar északi-sarki expedícióban is, aminek vezetője is volt.

## Katonai pályafutása
1856-ban lépett be az osztrák császári haditengerészet kötelékébe, mint egyszerű kadét. 1859-ben részt vett az Itália egyesítéséért kirobbant háborúban, amelyet a Szárd-Piemonti Királyság és a Francia Császárság indított a Habsburg Birodalom ellen. 1860 és 1862 között az SMS Radetzky fregatton szolgált Tegetthoff ellentengernagy vezetése alatt. 1863 és 1865 között a Hussar gyakorlóhajóra került. 1866. július 21-én a lissai tengeri ütközetben a SMS Drache hadihajót már sorhajóhadnagyként irányította.

## Felfedezőutak
1865. július 23-án megjelent August Petermann német geográfus „Földrajzi Társaságának” alakuló ülésén Frankfurtban, mint geofizikus. Támogatta, hogy nemzetközi összefogásban ismerje meg az Északi-sarkot és az azt övező területeket az emberiség. 1868-ban először vett részt északi-sarki felfedezőúton, majd a sikeres út után 1870-ben megismerkedett Julius von Payerrel, aki egy, az északi-sark meghódítását célzó nagyszabású expedícióhoz gyűjtött támogatókat. Karl Weyprechtet szemelték ki az felfedezőút általános parancsnokává. 1871-ben Payerrel egy előexpedíción a Novaja Zemlja szigetig jutottak el. 1872. február 18-án az Osztrák–Magyar Monarchia állampolgára lett. Az 1872-1874-es osztrák–magyar északi sarki expedíció eredményeképpen 1873-ban egy addig ismeretlen szigetcsoportot fedeztek fel: a Ferenc József-földet. 1874-ben gyalogosan és csónakokkal hagyták el a jégbe szorult Tegetthoff gőzöst. Az expedíció tagjait a Fjodor Veronyin által irányított orosz Nyikolaj szkúner szállította a norvégiai Vardøbe, ahonnan visszatértek Bécsbe.

## Nemzetközi tudományos közélet
1875. szeptember 18-án előadást tartott a Német Tudósok és Orvosok 48. grazi konferenciáján. Beszédében felhívta a figyelmet arra, hogy általános alapelveket kell lefektetni az Északi-sark és a pólusok tudományos kutatásában, azt javasolta, hogy a felfedezések az egész emberiség bevonásával történjenek meg: nemzetközi vállalkozások legyenek. Emellett támogatta azt is, hogy állandó északi-sarki kutatóállomásokat és meteorológiai bázisokat építsenek ki a sarkkörön belül. 1879-ben ezeket a gondolatokat újból megerősítette a George Neumayer által vezetett 2. Nemzetközi Meteorológus Konferencián Rómában. 1881-ben halt meg gümőkórban, így már nem vehetett részt az első 1882-1883-as nemzetközi sarki év projektjeiben, expedícióiban.
1875-ben Munkács díszpolgárává választották.

## Magyarul megjelent művei
- Weyprecht Károly, Payer Gyula jelentései az Osztrák-Magyar Éjszaksarki Expediczió Bizottságához; ford. Sámi Lajos; Fanda-Frohna Ny., Bp., 1874

## Bibliográfia
- Karl Weyprecht: Die Metamorphosen des Polareises. Österr.-Ung. Arktische Expedition 1872–1874 (A sarkköri jég változása. Az osztrák-magyar északi sarki expedíció 1872-1874.)
- Andreas Pöschek: Geheimnis Nordpol. Die Österreichisch-Ungarische Nordpolexpedition 1872–1874. – Wien: 1999 (download as PDF) németül